# Medal Jana Harabaszewskiego
Medal Jana Harabaszewskiego (pot. Medal Harabaszewskiego) – polskie odznaczenie przyznawane od 1990 przez Polskie Towarzystwo Chemiczne za wybitne osiągnięcia związane z dydaktyką chemii oraz za działalność popularyzatorską w dziedzinie chemii.
Medal odlewany jest w brązie i ma kształt koła. Na awersie medalu widnieje podobizna Jana Harabaszewskiego, a na rewersie napis "Polskie Towarzystwo Chemiczne" i nazwisko laureata.

## Lista laureatów medalu[3]
- 1990 – Kazimierz Chmielewski
- 1991 – Adam Bielański
- 1992 – Zofia Matysik
- 1994 – Grażyna Banaszkiewicz, Stanisław Banaszkiewicz, Stanisław Górzyński, Karol Król, Teofil Lawguin
- 1996 – Natalia Skinder, Józef Markowski
- 1997 – Anna Galska-Krajewska, Stefan Sękowski
- 1998 – Zbigniew Kęcki
- 1999 – Maria Pietruszewska
- 2000 – Zofia Niraz
- 2001 – Andrzej Burewicz
- 2002 – Romuald Piosik
- 2003 – Magdalena Konieczna
- 2004 – Zofia Stasicka, Ewa Gojdz-Czupry
- 2005 – Józef Soczewka
- 2006 – Irena Grabczak
- 2007 – Zofia Kluz
- 2008 – Krystyna Skrok
- 2009 – Elżbieta Kowalik
- 2010 – Jan Čipera
- 2011 – Wanda Szelągowska
- 2012 – Jan Rajmund Paśko
- 2013 – Michał Poźniczek
- 2014 – Krzysztof Pazdro
- 2015 – Józef Głowacki
- 2016 - Hanna Gulińska
- 2019 - Ryszard Janiuk